# Липиды

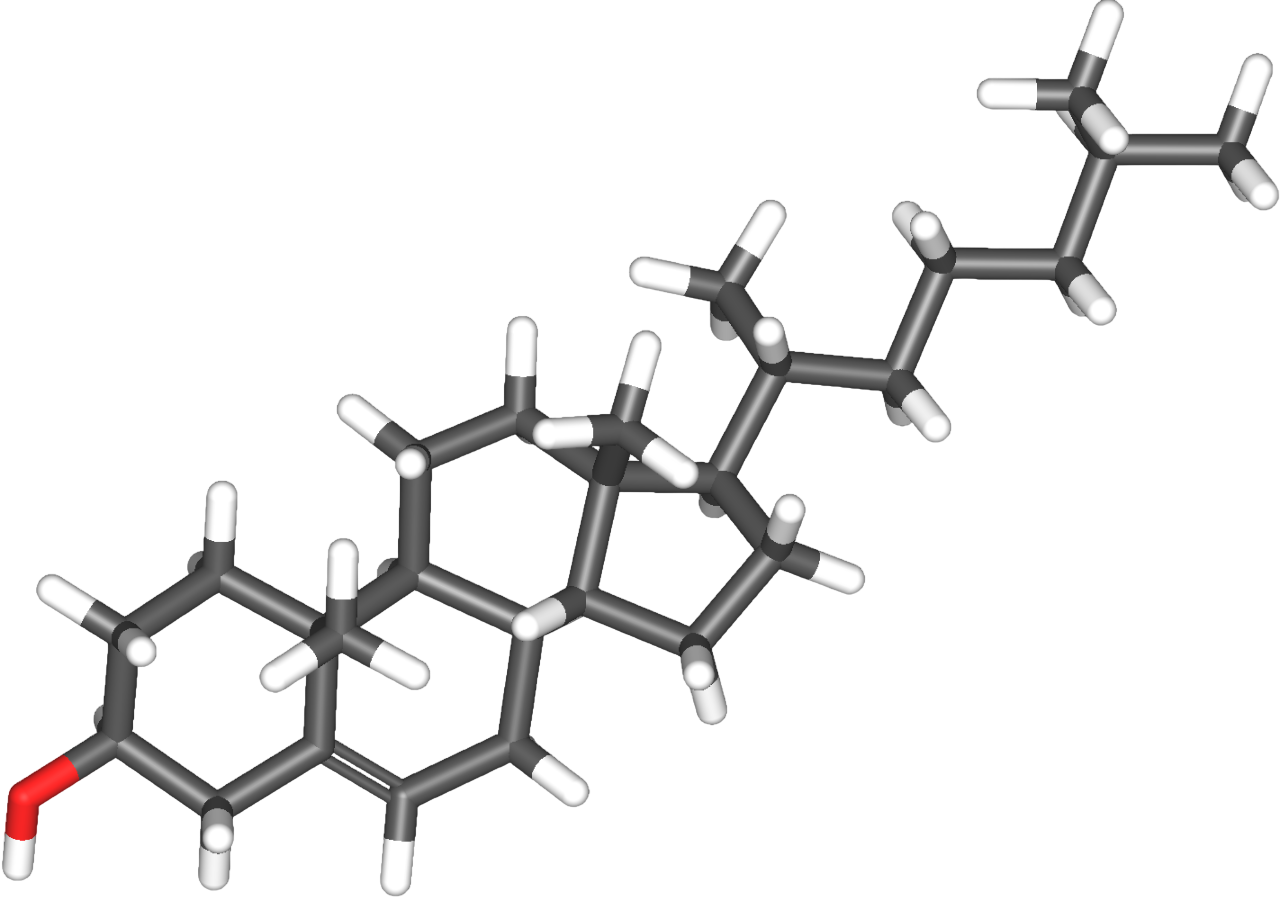
Схема молекулы холестерола

Липи́ды (от др.-греч. λίπος — жир) — разнообразная по строению группа биоорганических веществ, с общим свойством — растворимостью в неполярных растворителях. Липиды по способности к гидролизу делятся на две большие группы: омыляемые (сложные эфиры спиртов и жирной кислоты: триглицериды, фосфолипиды и т. д.) и неомыляемые липиды (холестерин, витамины А, Е, Д, К). Липиды при комнатной температуре (+20 °C) могут находиться в твёрдом (жиры) или жидком (масла) состоянии. В основном, жирами являются липиды животного (теплокровные) происхождения (исключение, например триглицериды какао и ореха кокоса). Маслами являются липиды растений, холоднокровных животных (например, рыбы). Молекулы простых липидов состоят из спирта и жирных кислот, сложных — из спирта, высокомолекулярных жирных кислот и других компонентов. Содержатся во всех живых клетках.
Будучи одним из основных компонентов биологических мембран, липиды влияют на проницаемость стенок клеток и активность многих ферментов, участвуют в передаче нервного импульса, в мышечном сокращении, создании межклеточных контактов, в иммунохимических процессах.
Также липиды образуют энергетический резерв организма, участвуют в создании водоотталкивающих и теплоизоляционных покровов, защищают различные органы от механических воздействий и др. К липидам относят также некоторые жирорастворимые вещества, в молекулы которых не входят жирные кислоты, например, терпены, стерины. Многие липиды являются продуктами питания, используются в промышленности и медицине.
Согласно нестрогому физико-химическому определению, липид — гидрофобное органическое вещество, растворимое в органических растворителях; согласно строгому биохимическому определению, это гидрофобная или амфифильная молекула, полученная путём конденсации ацетильных и пропильных групп (в виде ацил-CoА) с возможностью последующей этерификации с различными спиртами.

## Границы определения
Используемое ранее определение липидов, как группы органических соединений, хорошо растворимых в неполярных органических растворителях (бензол, хлороформ) и практически нерастворимых в воде, является слишком расплывчатым. Во-первых, такое определение вместо чёткой характеристики класса химических соединений говорит лишь о физических свойствах. Во-вторых, в настоящее время известно достаточное количество соединений, нерастворимых в неполярных растворителях или же, наоборот, хорошо растворимых в воде, которые, тем не менее, относят к липидам.
В современной органической химии определение термина «липиды» основано на биосинтетическом родстве данных соединений — к липидам относят жирные кислоты и их производные.
В то же время, в биохимии и других разделах биологии к липидам по-прежнему принято относить и гидрофобные или амфифильные вещества другой химической природы. Это определение позволяет включать сюда холестерин, который вряд ли можно считать производным жирной кислоты.

## Описание
Липиды — один из важнейших классов сложных молекул, присутствующих в клетках и тканях животных. Липиды выполняют самые разнообразные функции: снабжают энергией клеточные процессы, формируют клеточные мембраны, участвуют в межклеточной и внутриклеточной сигнализации. Липиды служат предшественниками стероидных гормонов, жёлчных кислот, простагландинов и фосфоинозитидов. В крови содержатся отдельные компоненты липидов (жирные кислоты — насыщенные, мононенасыщенные и полиненасыщенные), триглицериды, холестерин, эфиры холестерина и фосфолипиды. Все эти вещества не растворимы в воде, поэтому в организме имеется сложная система транспорта липидов. Свободные (неэтерифицированные) жирные кислоты переносятся кровью в виде комплексов с альбумином. Триглицериды, холестерин и фосфолипиды транспортируются в форме водорастворимых липопротеидов. Некоторые липиды используются для создания наночастиц, например, липосом. Мембрана липосом состоит из природных фосфолипидов, что определяет их многие привлекательные качества. Они нетоксичны, биодеградируемы, при определённых условиях могут поглощаться клетками, что приводит к внутриклеточной доставке их содержимого. Липосомы предназначены для целевой доставки в клетки препаратов фотодинамической или генной терапии, а также компонентов другого назначения, например, косметического.

## Классификация липидов
Классификация липидов, как и других соединений биологической природы, — весьма спорный и проблематичный процесс. Предлагаемая ниже классификация хоть и широко распространена в липидологии, но является далеко не единственной. Она основывается, прежде всего, на структурных и биосинтетических особенностях разных групп липидов.

### Простые липиды
Простые липиды — липиды, включающие в свою структуру углерод (С), водород (H), кислород (O) и иногда азот (N).

Примеры жирных кислот: миристиновая (насыщенная жирная кислота) и миристолеиновая (мононенасыщенная кислота) имеют по 14 атомов углерода

- Жирные кислоты — алифатические одноосновные карбоновые кислоты с открытой цепью, содержащиеся в этерифицированной форме в жирах, маслах и восках растительного и животного происхождения.
- Жирные альдегиды — высокомолекулярные альдегиды, с числом атомов углерода в молекуле выше 12.
- Жирные спирты — высокомолекулярные спирты, содержащие 1—3 гидроксильные группы.
- Предельные углеводороды с длинной алифатической цепочкой.
- Сфингозин — 2-амино-4-октадецен-1,3-диол — высший алифатический аминоспирт с ненасыщенной углеводородной цепью (C18).
- Воски — сложные эфиры высших жирных кислот и высших высокомолекулярных спиртов.
- Триглицериды (жиры), а также моно- и диглицериды — эфиры спирта глицерина и жирных кислот.

### Сложные липиды
Сложные липиды — липиды, включающие в свою структуру помимо углерода (С), водорода (H) и кислорода (О) другие химические элементы. Чаще всего: фосфор (Р), серу (S), азот (N).
- Полярные

Общее строение фосфолипидов
Заместители R^{1} и R² — остатки жирных кислот, X зависит от типа фосфолипида.

  - Фосфолипиды — сложные эфиры многоатомных спиртов и высших жирных кислот, содержащие остаток фосфорной кислоты и соединённую с ней добавочную группу атомов различной химической природы.
  - Гликолипиды — сложные липиды, образующиеся в результате соединения липидов с углеводами.
  - Фосфогликолипиды
  - Сфинголипиды — класс липидов, относящихся к производным алифатических аминоспиртов.
  - Мышьяколипиды

- Нейтральные
  - Церамиды
  - Эфиры стеринов — холестериды.
  - N-ацетилэтаноламиды

### Оксилипиды
- Оксилипиды липоксигеназного пути
- Оксилипиды циклооксигеназного пути

## Строение
Молекулы простых липидов состоят из спирта, жирных кислот, сложных — из спирта, высокомолекулярных жирных кислот, возможны остатки фосфорной кислоты, углеводов, азотистых оснований и др. Строение липидов зависит в первую очередь от пути их биосинтеза.

## Биологические функции

### Энергетическая (резервная) функция
Многие жиры используются организмом как источник энергии. При полном окислении 1 г жира выделяется около 9 ккал энергии, это примерно вдвое больше, чем при окислении 1 г углеводов (4,1 ккал). Жировые отложения используются в качестве запасных источников питательных веществ, прежде всего животными, которые вынуждены носить свои запасы на себе. Растения чаще запасают углеводы, однако в семенах многих растений высоко содержание жиров (растительные масла получают из семян подсолнечника, кукурузы, рапса, льна и других масличных растений).
Почти все живые организмы запасают энергию в форме жиров. Существуют две основные причины, по которым именно эти вещества лучше всего подходят для выполнения такой функции. Во-первых, жиры содержат остатки жирных кислот, уровень окисления которых очень низкий (почти такой же как у углеводородов нефти). Поэтому полное окисление жиров до воды и углекислого газа позволяет получить более чем в два раза больше энергии, чем окисление той же массы углеводов. Во-вторых, жиры — гидрофобные соединения, поэтому организм, запасая энергию в такой форме, не должен нести дополнительную воду необходимую для гидратации, как в случае с полисахаридами, на 1 г которых приходится 2 г воды. Однако триглицериды — это «более медленный» источник энергии, чем углеводы.
Жиры запасаются в форме капель в цитоплазме клетки. У позвоночных имеются специализированные клетки — адипоциты, почти полностью заполненные большой каплей жира. Также богатыми на триглицериды являются семена многих растений. Мобилизация жиров в адипоцитах и клетках прорастающих семян происходит благодаря липазам — ферментам, которые расщепляют их на глицерин и жирные кислоты.
У людей наибольшее количество жировой ткани находится под кожей (так называемая подкожная клетчатка), особенно в районе живота и молочных желез. Человеку с лёгким ожирением (15—20 кг триглицеридов) таких запасов может хватить для обеспечения себя энергией в течение месяца, в то время как всего запасённого гликогена хватит менее чем на сутки.

### Функция теплоизоляции
Жир — хороший теплоизолятор, поэтому у многих теплокровных животных он откладывается в подкожной жировой ткани, уменьшая потери тепла. Особенно толстый подкожный жировой слой характерен для водных млекопитающих (китов, моржей и др.). Но в то же время у животных, обитающих в условиях жаркого климата (верблюды, тушканчики) жировые запасы откладываются на изолированных участках тела (в горбах у верблюда, в хвосте у жирнохвостых тушканчиков) в качестве резервных запасов воды, так как вода — один из продуктов окисления жиров.

### Структурная функция

Самоорганизация фосфолипидов: сферические липосомы, мицеллы и липидный бислой

Фосфолипиды составляют основу билипидного слоя клеточных мембран, холестерин — регулятор текучести мембран. У архей в состав мембран входят производные изопреноидных углеводородов. Воск образует кутикулу на поверхности надземных органов (листьев и молодых побегов) растений. Воск также производят многие насекомые (так, пчёлы строят из него соты, а червецы и щитовки образуют защитные чехлы).
Все живые клетки окружены плазматическими мембранами, основным структурным элементом которых является двойной слой липидов (липидный бислой). На 1 мкм² биологической мембраны находится около миллиона молекул липидов. Все липиды, входящие в состав мембран, имеют амфифильные свойства: они состоят из гидрофильной и гидрофобной частей. В водной среде такие молекулы спонтанно образуют мицеллы и бислои в результате гидрофобных взаимодействий, в таких структурах полярные головы молекул обращены наружу к водной фазе, а неполярные хвосты — внутрь, такое же размещение липидов характерно для естественных мембран. Наличие гидрофобного слоя очень важно для выполнения мембранами их функций, поскольку он непроницаем для ионов и полярных соединений.
Основными структурными липидами, которые входят в состав мембран животных клеток, являются глицерофосфолипиды, в основном фосфатидилхолин и фосфатидилэтаноламин, а также холестерол, что увеличивает их непроницаемость. Отдельные ткани могут быть выборочно обогащены другими классами мембранных липидов, например нервная ткань содержит большое количество сфингофосфолипидов, в частности сфингомиелина, а также сфингогликолипидов. В мембранах растительных клеток холестерол отсутствует, однако встречается другой стероид — эргостерол. Мембраны тилакоидов содержат большое количество галактолипидов, а также сульфолипиды.

### Регуляторная
- Витамины-липиды (A, D, E, K)
- Гормональная (стероиды, эйкозаноиды, простагландины и прочие.)
- Кофакторы (долихол)
- Сигнальные молекулы (диглицериды, жасмоновая кислота)

Некоторые липиды играют активную роль в регулировании жизнедеятельности отдельных клеток и организма в целом. В частности, к липидам относятся стероидные гормоны, секретируемые половыми железами и корой надпочечников. Эти вещества переносятся кровью по всему организму и влияют на его функционирование.
Среди липидов есть также и вторичные посредники — вещества, участвующие в передаче сигнала от гормонов или других биологически активных веществ внутри клетки. В частности фосфатидилинозитол-4,5-бифосфат (ФИ (4,5) Ф2) задействован в сигнализировании при участии G-белков, фосфатидилинозитол-3,4,5-трифосфат инициирует образование супрамолекулярных комплексов сигнальных белков в ответ на действие определённых внеклеточных факторов, сфинголипиды, а такие как сфингомиелин и церамид, могут регулировать активность протеинкиназы и стимулировать апоптоз.
Производные арахидоновой кислоты — эйкозаноиды — являются примером паракринных регуляторов липидной природы. В зависимости от особенностей строения эти вещества делятся на три основные группы: простагландины, тромбоксаны и лейкотриены. Они участвуют в регуляции широкого спектра физиологических функций, в частности эйкозаноиды необходимы для работы половой системы, для индукции и прохождения воспалительного процесса (в том числе обеспечение таких его аспектов как боль и повышенная температура), для свёртывания крови, регуляции кровяного давления, также они могут быть задействованы в аллергических реакциях.

### Защитная (амортизационная)
Толстый слой жира защищает внутренние органы многих животных от повреждений при ударах (например, сивучи при массе до тонны могут прыгать в воду со скал высотой 20—25 м).

### Увеличения плавучести
Самые разные организмы — от диатомовых водорослей до акул — используют резервные запасы жира как средство снижения среднего удельного веса тела и, таким образом, увеличения плавучести. Это позволяет снизить расходы энергии на удержание в толще воды.

## Липиды в диете человека
Среди липидов в диете человека преобладают триглицериды (нейтральные жиры), они являются богатым источником энергии, а также необходимы для всасывания жирорастворимых витаминов. Насыщенными жирными кислотами богата пища животного происхождения: мясо, молочные продукты, а также некоторые тропические растения, такие как орехи кокосовой пальмы. Ненасыщенные жирные кислоты попадают в организм человека в результате употребления орехов, семян, оливкового и других растительных масел. Основными источниками холестерина в рационе является мясо и органы животных, яичные желтки, молочные продукты и рыба. Однако около 85 % процентов холестерина в крови синтезируется в печени.
Организация American Heart Association рекомендует употреблять липиды в количестве не более 30 % от общего рациона, сократить содержание насыщенных жирных кислот в рационе до 10 % от всех жиров и не принимать более 300 мг (количество, содержащееся в одном желтке) холестерина в сутки. Целью этих рекомендаций является ограничение уровня холестерина и триглицеридов в крови до 20 мг/л.
Суточная потребность взрослого человека в липидах — 70—145 граммов.

## Незаменимые жирные кислоты
Печень играет ключевую роль в метаболизме жирных кислот, однако некоторые из них она синтезировать неспособна. Эти жирные кислоты называются незаменимыми и к ним в частности относятся ω-3- (линоленовая) и ω-6- (линолевая) полиненасыщенные жирные кислоты, они содержатся в основном в растительных жирах. Линоленовая кислота является предшественником для синтеза двух других ω-3-кислот: эйкозапентаеновой (EPA) и докозагексаеновой (DHA). Эти вещества необходимы для работы головного мозга, и положительно влияют на когнитивные и поведенческие функции.
Важно также соотношение ω-6/ω-3-жирных кислот в рационе: рекомендуемые пропорции лежат в пределах от 1:1 до 4:1. Однако исследования показывают, что большинство жителей Северной Америки употребляют в 10—30 раз больше ω-6 жирных кислот, чем ω-3. Такое питание связано с риском возникновения сердечно-сосудистых заболеваний. Зато «средиземноморская диета» считается значительно здоровее, она богата на линоленовую и другие ω-3-кислоты, источником которых являются зелёные растения (например листья салата), рыба, чеснок, целые злаки, свежие овощи и фрукты. Как пищевую добавку, содержащую жирные кислоты ω-3, рекомендуется принимать рыбий жир.

## Транс-ненасыщенные жирные кислоты
Большинство природных жиров содержат ненасыщенные жирные кислоты с двойными связями в цис-конфигурации. Если пища, богатая такими жирами, долгое время находится в контакте с воздухом, она горчит. Этот процесс связан с окислительным расщеплением двойных связей, в результате которого образуются перекиси жирных кислот, альдегиды и карбоновые кислоты с меньшей молекулярной массой, часть из которых является летучими веществами.
Для того чтобы увеличить срок хранения и устойчивость к высоким температурам триглицеридов с ненасыщенными жирными кислотами применяют процедуру частичной гидрогенизации. Следствием этого процесса является превращение двойных связей в одинарные, однако побочным эффектом также может быть переход двойных связей из цис- в транс-конфигурацию. Употребление так называемых «транс-жиров» влечёт повышение содержания липопротеинов низкой плотности («плохой» холестерол) и снижение содержания липопротеинов высокой плотности («хороший» холестерол) в крови, что приводит к увеличению риска возникновения сердечно-сосудистых заболеваний, в частности коронарной недостаточности. Более того «транс-жиры» способствуют воспалительным процессам.